# Городищенский район (Брестская область)
Городи́щенский райо́н (бел. Гарадзішчанскі раён) — административно-территориальная единица в составе Белорусской ССР, существовавшая в 1940—1962 годах. Центр — городской посёлок Городище.

## История
Городищенский район был образован в 1940 году в составе Барановичской области. По данным на 1 января 1947 года площадь района составляла 0,8 тыс. км². В него входили городской посёлок Городище и 18 сельсоветов:
- Вольновский
- Гирмонтвоский
- Голынковский
- Городищенский
- Душковецкий
- Застаринский
- Ишкольдский
- Крошинский
- Круплянский
- Меденевичский
- Молчадский
- Подлесейский
- Подстаринский
- Полонечковский
- Почаповский
- Скробовский
- Стайковский
- Столовичский

В 1954 году в связи с упразднением Барановичской области Городищенский район был передан в Брестскую область.
В 1962 году Городищенский район был упразднён, а его территория передана в Барановичский район.
По данным переписи населения 1959 года, в районе проживало 45 873 человека, в том числе 1794 человека в городском посёлке Городище, остальные — в сельской местности. В районе проживало 39 715 белорусов (86,58%), 4327 поляков (9,43%), 1482 русских (3,23%), 213 украинцев, 60 татар, 19 еврев, 57 представителей других национальностей.